# Schalbach
Schalbach là một xã trong vùng Grand Est, thuộc tỉnh Moselle, quận Sarrebourg, tổng Fénétrange. Tọa độ địa lý của xã là 48° 49' vĩ độ bắc, 07° 10' kinh độ đông. Schalbach nằm trên độ cao trung bình là 280 mét trên mực nước biển, có điểm thấp nhất là 262 mét và điểm cao nhất là 332 mét. Xã có diện tích 12,58 km², dân số vào thời điểm 2004 là 300 người; mật độ dân số là 24 người/km².

## Thông tin nhân khẩu
| 1962 | 1968 | 1975 | 1982 | 1990 | 1999 |
| ---- | ---- | ---- | ---- | ---- | ---- |
| 373  | 376  | 359  | 347  | 300  | 292  |